# لويس أرغيتا
لويس ألبرتو أرغيتا أميسكيتا (ميلاد 3 نوفمبر1946) هو مخرج ومنتج أفلام غواتيمالي. أنشئ في عام 1988 شركة «أفلام مورنينغسايد» (Morningside Movies)، والتي كانت تنتج في المقام الأول الإعلانات التلفزيونية، بما في ذلك العديد من الإعلانات للناطقين بالإسبانية. تم اختيار فيلمه صمت نيتو (بالإسبانية: El Silencio de Neto) كمدخل لغواتيمالا لجائزة أفضل فيلم بلغة أجنبية في حفل توزيع جوائز الأوسكار السابع والستون، وهو أول فيلم يتم تقديمه لتمثيل غواتيمالا في جائزة أفضل فيلم بلغة أجنبية.
في عام 2002، أنتج وأخرج فيلم "Collect Call" (مكالمة على حساب المتلقي)، وهو فيلم عن مهاجر غواتيمالي فقير وقع في عالم إنتاج الأفلام في مدينة نيويورك.
في عام 2005، شارك في الفيلم الوثائقي "Los orígenes del silencio" (أصول الصمت)، والذي يتكلم عن العشرين عاما التي سبقت إنتاج فيلم «صمت نيتو».
في عام 2008، ظهر بدور «باكو الإسكافي» في فيلم "Looking for Palladin" (البحث عن بالادين)، وهو فيلم عن منتج هوليودي يجد أسساً روحية خلال زيارة إلى غواتيمالا.
في عام 2010، أنتج وأخرج فيلماً وثائقياً بعنوان "abuseed: The Postville Raid" (المعتدى عليهم: غارة بوستفيل)، عن غارة 12 مايو 2008 الأمريكية لمصنع كوشير لتعبئة اللحوم في بوستفيل بولاية آيوا.
درس أرغويتا في جامعة ميشيغان بمنحة دراسية لدراسة الهندسة الصناعية. تميل أفلامه إلى تصوير ثقافة أمريكا اللاتينية والنضال من أجل السلام.

## روابط خارجية
- لويس أرغيتا على موقع IMDb (الإنجليزية)
- لويس أرغيتا على موقع ألو سيني (الفرنسية)
- لويس أرغيتا على موقع أول موفي (الإنجليزية)
- لويس أرغيتا على موقع قاعدة بيانات الفيلم (الإنجليزية)
- لويس أرغيتا على موقع كينوبويسك (الروسية)